# Parco agricolo del Ticinello
Il parco agricolo del Ticinello è un parco della città di Milano, situato a est di via dei Missaglia e della fascia urbanizzata che lo accompagna da piazzale Abbiategrasso, di fronte al quartiere milanese del Gratosoglio.
Il nome gli deriva dal Cavo Ticinello che, dopo un lungo percorso tombinato, riemerge e ne attraversa a cielo aperto il territorio. Il cuore del parco è la Cascina Campazzo, con i suoi seminativi a cereali, i prati perenni e l'allevamento con centotrenta bovine da latte.

## Storia
Il comune di Milano inserisce il parco del Ticinello nelle previsioni urbanistiche nel 1982 definendone l'area e le funzioni, recependo le indicazioni di un comitato di cittadini e associazioni che se ne era fatto promotore. Il punto di forza del progetto è la coesistenza delle attività agricole dell'azienda insediata nella cascina con le strutture, e la relativa fruizione, di un esteso parco urbano. Nei quasi trent'anni passati, nonostante il parco esista oramai di fatto, l'iniziativa non è stata mai completamente perfezionata a causa della mancata definizione della proprietà delle aree interessate, in parte ancora in mano a privati. Nel 2010 la situazione, dopo vertenze e azioni di sfratto nei confronti dei conduttori della cascina, la situazione ripropone in sostanza quella degli anni precedenti, con il comune proprietario di circa la metà dei terreni, in possesso di tutti gli strumenti urbanistici necessari, ma impegnato in una defatigante trattativa privata con l'immobiliare proprietaria delle altre porzioni.
Il progetto per l'intero parco prevede, come in ogni situazione consimile, l'esproprio di tutta l'area e la sua proprietà pubblica.
La seconda struttura storica presente nel parco, la cascina Campazzino, è abbandonata e in rovina: se ne è parlato come di un possibile centro di ricovero per i rom variamente accampati alla periferia meridionale della città, ma il progetto è stato accantonato.

## Strutture e flora

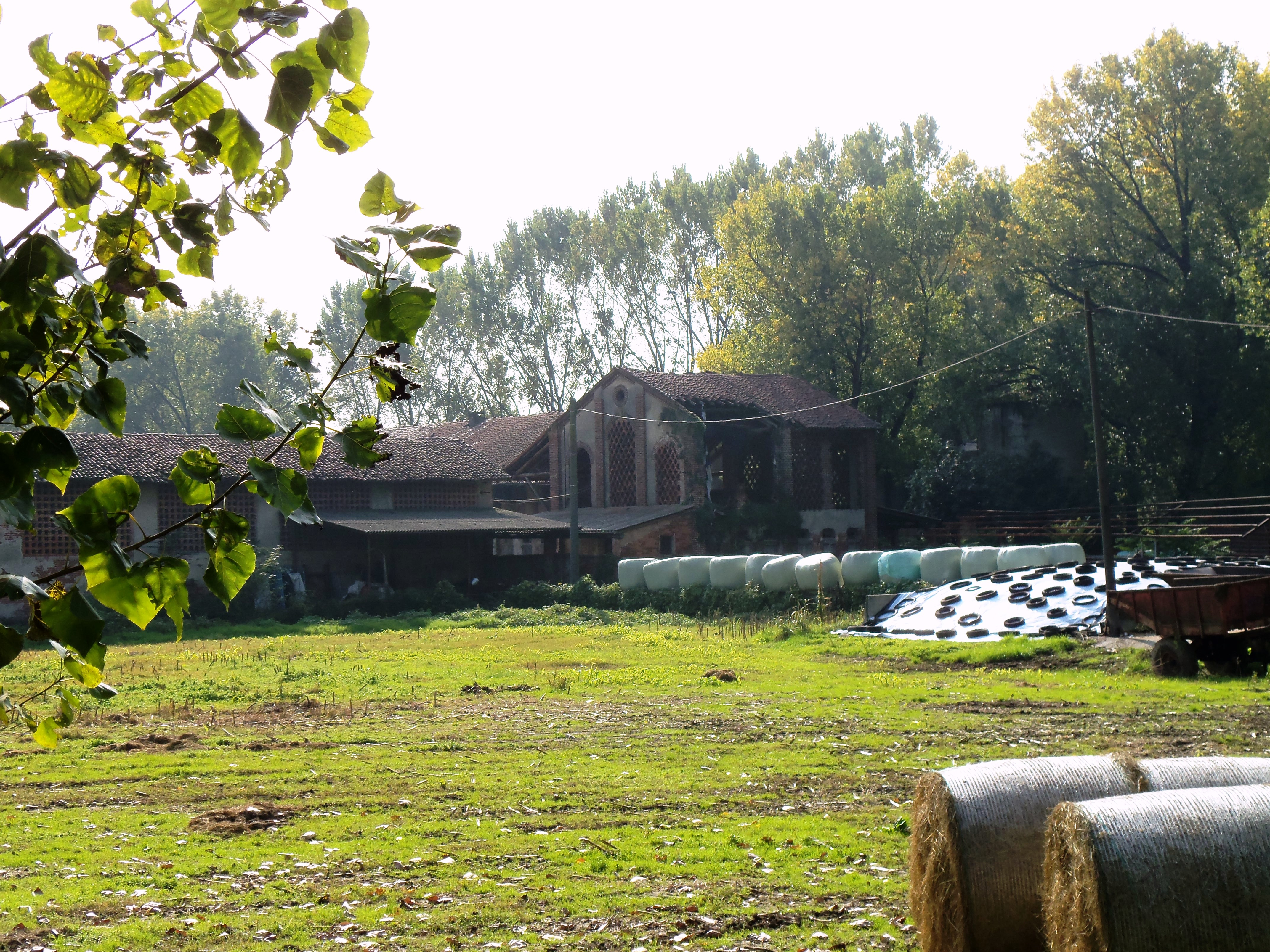
Conservazione del foraggio e vista esterna da nord.

Con i suoi 880.000 metri quadrati, il parco è il quarto per estensione a Milano, dopo il Forlanini, quello delle Cave e Parco Lambro. Nella suddivisione per attività il 30% della sua superficie è riservata alla parte urbana, mentre il 70% è dedicato alle colture, anche con funzione didattica, e non è previsto nessun tipo di recinzione. Gli accessi sono localizzati in via Dudovich e in via Selvanesco, lato sud, Cascina Campazzo e Cascina Campazzino.
La progettazione del parco, curata dagli Uffici tecnici comunali, ha dedicato la massima cura per la realizzazione di strutture semplici che non alterassero il paesaggio agricolo come ci è stato tramandato: sono state individuate aree di sosta, due aree boscate, un'area di riconoscimento alberi, il percorso principale del parco lungo il corso del Ticinello e un'area orti. In particolare saranno realizzate diverse aree picnic con tavoli e panche in prati alberati, un'area ritrovo con due porticati attrezzati per feste nei pressi della Cascina Campazzino, alcune aree riposo nei prati attrezzate con panchine, un'area a frutteto con tavoli nei pressi di numerosi alberi da frutto e un'area riconoscimento alberi dove verrà messo a dimora un esemplare di ciascun albero e arbusto con cartellini di riconoscimento. A parte questo "catalogo vivente", nella piantumazione non ci si discosterà dalle specie originarie tipiche delle aree umide della pianura Padana, con querce e carpini, pioppeti e saliceti. Verranno realizzate anche strutture ad hoc per l'osservazione della fauna.
Lungo l'intero corso del Ticinello sarà realizzata una pavimentazione in listoni di legno e tutto il percorso sarà accompagnato da alberi e arbusti autoctoni, tra le specie arboree segnaliamo: querce, carpini, frassini, aceri, tigli, salici, ontani e pioppi.
È prevista anche la realizzazione di ottanta orti, al limite dell'ampio parcheggio, con spazi comuni attrezzati di bagni e lavandini; sotto i porticati, disponibili barbecue e tavoli al riparo dei pergolati.

## Sant Antoni, un'ora bonna

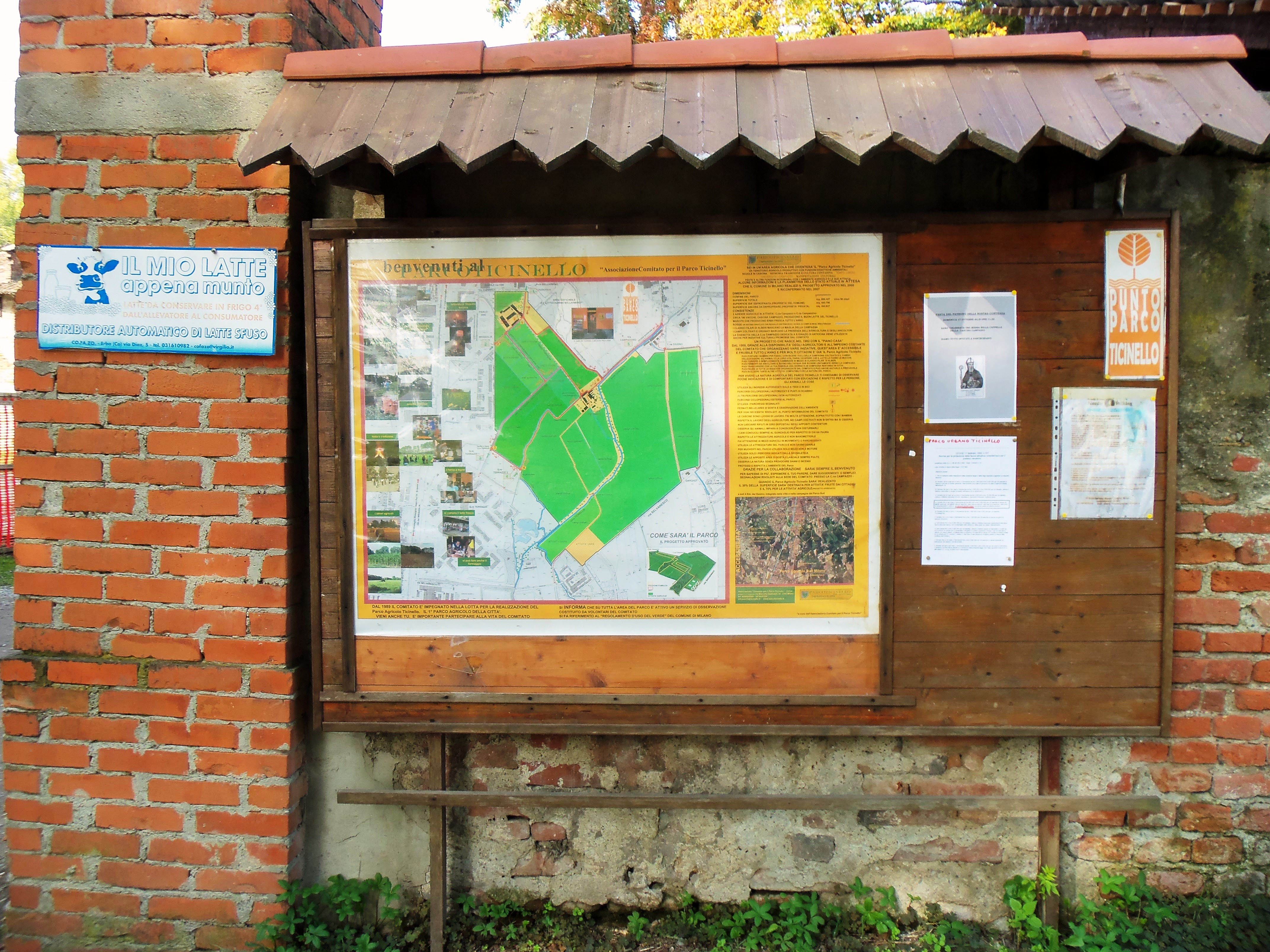
Parco del Ticinello, la pianta e avvisi agli utenti

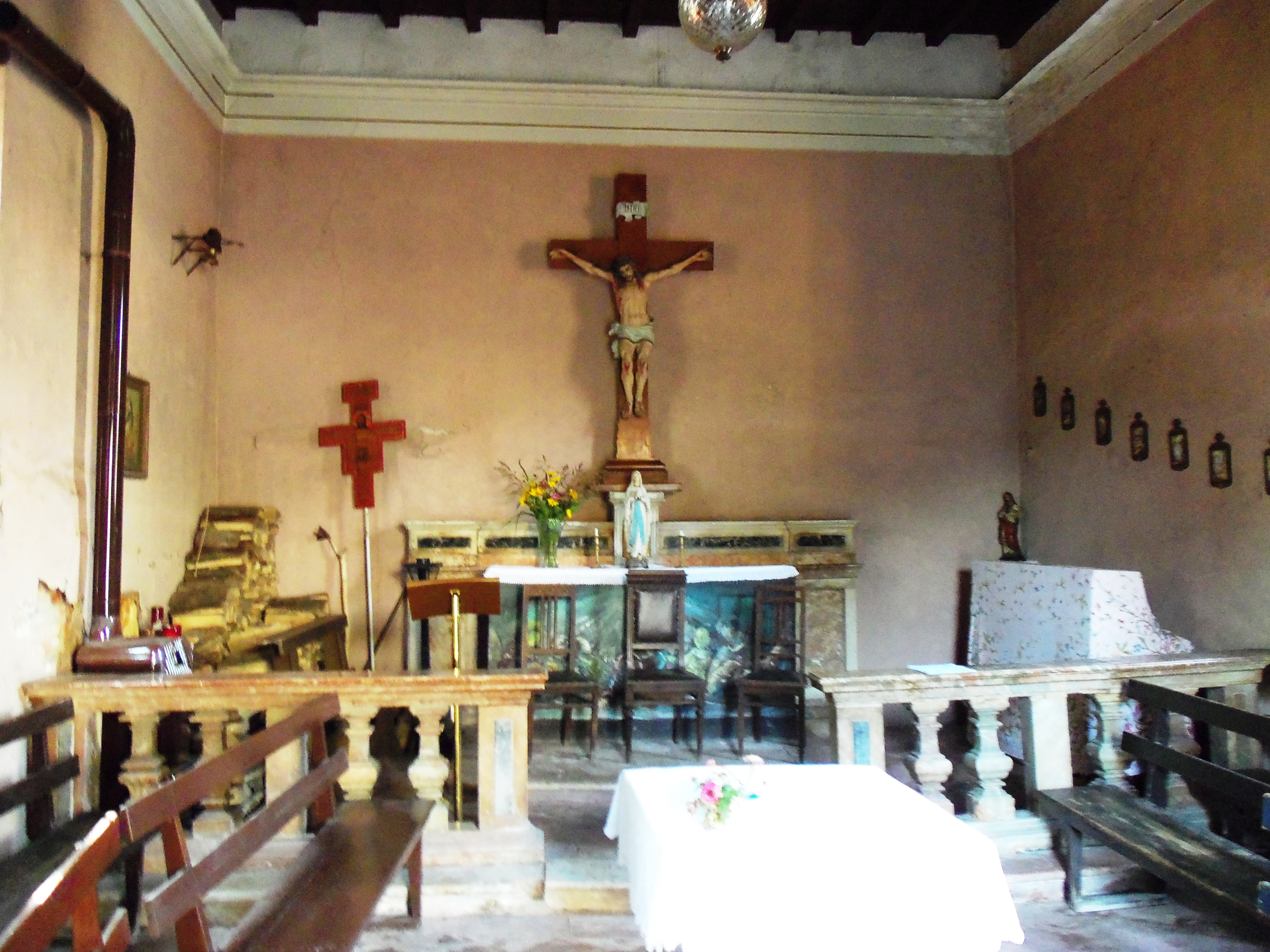
Il piccolo oratorio settecentesco di Cascina Campazzo

È un vecchio proverbio milanese (traduzione: per sant'Antonio un'ora buona) che sta a indicare come il 17 di gennaio le giornate si siano allungate di un'ora al tramonto e nel calendario contadino la giornata veniva solennizzata con un grande falò di stoppie e sarmenti e festa sull'aia: è una tradizione che si rinnovava annualmente a Cascina Campazzo, ma non nel 2011: assieme allo sfratto è scattato il divieto per manifestazioni pubbliche all'interno della proprietà. Continuano invece, fitte, le visite di scolaresche e di curiosi, a gruppi o isolati, sorpresi dalla realtà che scoprono nella corte del Campazzo. I cortesi proprietari accolgono tutti e mostrano l'Oratorio del XVII-XVIII o il restaurato forno ellittico a legna settecentesco, in funzione quotidiana, le stalle, i fienili e la sala di mungitura. Da questa, ogni giorno dalle 7 alle 21.30, un po' di latte passa ad un distributore automatico, fresco e naturale, da consumarsi crudo.